# Jaroslavelj
Jaroslavelj [jaroslávelj] (rusko Яросла́вль, Jaroslávl') je mesto v evropskem delu Rusije in upravno središče Jaroslaveljske oblasti, 250 km severovzhodno od Moskve. Leta 2010 je imelo mesto 606.888 prebivalcev.
Zgodovinski del mesta je del svetovne dediščine in je ob sotočju rek Volge in Kotoroslja. Je del zlatega obroča Rusije, skupine zgodovinskih mest severovzhodno od Moskve, ki so igrala pomembno vlogo v ruski zgodovini. Prebivalstvo: 577.279 (popis 2021); 591.486 (popis 2010); 613.088 (popis 2002); 632.991 (popis 1989).

## Geografija
Mesto leži v vzhodnem delu Jaroslaveljske oblasti. Najbližja večja mesta so Tutajev (34 kilometrov severozahodno), Gavrilov-Jam (37 kilometrov južno) in Nerehta (47 kilometrov jugovzhodno). Zgodovinsko središče Jaroslavlja leži severno od izliva reke Kotorosl na desnem bregu večje reke Volge. Celotno urbano območje mesta obsega okoli 205 kvadratnih kilometrov in vključuje številna ozemlja južno od Kotorosla in na levem bregu Volge.
S skoraj 600.000 prebivalci je Jaroslavelj po številu prebivalcev največje mesto na Volgi do Nižnega Novgoroda. Je veliko prometno vozlišče, skozi mesto poteka veliko število pomembnih državnih in regionalnih cest, železnic in vodnih poti. Številne ceste, ki povezujejo Jaroslavelj z Moskvo in naprej, so dvopasovne ceste.
Jaroslavelj in pripadajoča oblast sta v osrednjem območju vzhodnoevropske nižine, za katero so na območjih severovzhodno od Moskve značilni valoviti griči in na splošno neenakomerna pokrajina; vendar večina teh gričev ni višja od 200 metrov. Za to regijo je značilno, da je območje v Jaroslavlju in okolici bogato z mešanimi in iglastimi gozdovi. Poleg teh so tudi velika območja močvirij.

### Podnebje
Jaroslavelj in njegovo lokalno območje imata tipično zmerno celinsko podnebje v primerjavi s srednjo in zahodno Evropo. Zaradi tega je podnebje bolj sneženih, hladnejših in suhih zim ter običajno zmernih, toplejših poletij.
Zimsko vreme v Jaroslavlju se začne približno novembra in običajno traja pet mesecev, vse do pomladi. Najhladnejši mesec v letu je običajno januar s povprečno temperaturo −12,0 °C. Vendar pa v tem času ni neobičajno, da temperature padejo pod –20 °C. V nekaterih primerih (na primer nazadnje januarja 2006) lahko doseže temperature od –35 do –40 °C. Rekordno nizka je −46 °C. Po drugi strani pa lahko Jaroslavelj v tem letnem času doživi tudi pozitivne temperature (na primer leta 1932, ko je otoplitev trajala sedemnajst dni januarja). Običajno Volga pozimi zamrzne. Snežna odeja je običajno debela 35–50 centimetrov, v nekaterih primerih pa je lahko globoka do 70 centimetrov. Za spomladanske mesece je najbolj značilno značilno pomanjkanje padavin. Od konca marca do aprila je pogosta otoplitev, velik del ledu in snega se stopi, da se pod njimi pokaže listje. Ni nenavadno, da temperature aprila dosežejo +20 °C. Poletja v Jaroslavlju so običajno mokra z nekaj močnimi nevihtami. Poletje pogosto doseže svojo najbolj vročo točko v mesecih junij/julij, s povprečno dnevno temperaturo +23,3 °C in pogosto dnevi nad +30 °C. S septembrom se začne dva meseca trajajoča jesen, za katero je značilna razmeroma visoka vlažnost, manj sončnih dni in nepredvidljive temperature (septembra je mogoče prvič opaziti slano). Povprečna količina padavin v letu je 591 milimetrov, od tega 84 milimetrov (največ padavin v enem mesecu) pade julija. Najmanj padavin je pozimi in spomladi (zlasti februarja in marca).

## Zgodovina
Od leta 1218 naj bi bil glavno mesto neodvisne kneževine Jaroslavelj, leta 1463 pa je bil vključen v Moskovsko veliko kneževino.
V 17. stoletju je bilo drugo največje mesto v Rusiji in nekaj časa (med poljsko okupacijo Moskve leta 1612) dejansko glavno mesto države. Danes je Jaroslavelj pomembno industrijsko središče (petrokemična tovarna, tovarna pnevmatik, tovarna dizelskih motorjev in mnoga druga). Razvilo se je ob sotočju večjih rek, ki so bile prometno pomembne. Zaradi pomena mesta je bilo zgrajenih več glavnih železnic in kasneje cest, ki se tu sekajo.

### Zgodnji Jaroslavelj
Najstarejše naselje v mestu je na levem bregu reke Volge pred Strelko (majhen rt ob sotočju Volge in Kotorosla); to izvira iz 5.–3. tisočletja pr. n. št.
V 9. stoletju je tako imenovani Ruski kanat v bližini Jaroslavlja oblikoval veliko skandinavsko-slovansko naselje v Timerevu. Znano je po številnih ohranjenih grobiščih. Med izkopavanji so našli veliko število artefaktov, vključno s skandinavskim orožjem z runskimi napisi, šahovskimi figurami in največjo zbirko arabskih kovancev (zaklad) v severni Evropi (prvi kovani v prvem Idrisidu). V Timerevu so odkrili četrti niz skandinavskih brošk, ki so jih kdaj našli v Rusiji. Očitno je bil ta »proto-Jaroslavelj« glavno središče trgovske poti po Volgi. Kmalu po ustanovitvi je naselje začelo propadati, verjetno v povezavi s prenehanjem delovanja Volške trgovske poti. Gorvodno od reke Volge, tik izven meja sodobnega mesta, so arheologi preučevali veliko nekropolo s prevlado običajnih grobov ugrofinskega tipa.

### Ustanovitev mesta
Na podlagi najzgodnejšega datuma ustanovitve je Jaroslavelj najstarejše od vseh obstoječih mest ob Volgi. Jaroslavelj je ustanovil Jaroslav Modri, knez Kijevske Rusije, v obdobju svojega vladanja Rostovski kneževini (988–1010), ko je prvič stopil na kopno v bližini območja, ki je danes znano kot Strelka. To se uporablja kot sodoben park. Na tem mestu, ki je bilo pred napadi dobro zaščiteno z visokimi, strmimi bregovi rek Volge, Kotorosla in Medvedice, so se Jaroslav in njegovi možje lotili gradnje prvega jaroslavskega kremlja. Prvi zabeležen dogodek v Jaroslavlju se je zgodil kot posledica lakote; zabeleženo je kot Rostovska vstaja leta 1071. Ime mesta je tradicionalno povezano z imenom njegovega ustanovitelja: Jaroslava.
Do 12. stoletja sta bila v Jaroslavlju že razvita samostana Petropavlovski in Spaso-Preobraženski. Takrat sta bila precej zunaj mestnih meja, kasneje pa se je mesto povečalo in zajelo te ustanove. V prvih dveh stoletjih je Jaroslavelj ostal manjše utrjeno mesto Rostovsko-Suzdalskih dežel.
Od začetka 13. stoletja je Jaroslavlju vladalo gospostvo Konstantin in je postalo eno njegovih glavnih prebivališč. Tik pred svojo smrtjo leta 1218 je Konstantin svojo deželo razdelil med svoje sinove in jaroslavsko deželo zapustil svojemu drugemu sinu Vsevolodu. Sin ji je vladal kot kneževini. Ta kneževina, katere glavno mesto je postal Jaroslavelj, je vključevala številna ozemlja na severu in delovala neodvisno do končne vključitve leta 1463 v Moskovsko kneževino.
V 13. in 14. stoletju je bilo mesto Jaroslavelj večinoma zgrajeno iz lesa, zaradi česar so ga pogosto pestili katastrofalni požari, ki so v nekaterih primerih skoraj uničili celotno mesto, dober primer tega bi bil požar, mesto tik pred prenosom oblasti v mestu na Vsevoloda leta 1221. Drugi stalni vir nevarnosti za mesto in za številne ruske kneze tistega časa je prihajal z Vzhoda in številnih tujih osvajalcev, običajno od Zlate Horde. Posebej uspešen napad se je zgodil leta 1257, ko so čete Zlate horde pod vodstvom Möngke kana prevzele kneževino Jaroslavelj in pomorile tako večje prebivalstvo območja kot knezovo ožjo družino. Na mestu tistega nesrečnega dogodka, na desnem bregu Kotorosla, danes stojita spominska cerkev in križ. Množični grob z najmanj 300 trupli žrtev mongolske invazije leta 1238 je bil odkrit med izkopavanjem leta 2005.
Leta 1293 in 1322 je Zlata horda izvedla nadaljnje katastrofalne napade na Jaroslavelj, leta 1278 in 1364 pa je udarila kuga. Velikokrat je bilo treba Jaroslavelj popolnoma prezidati, tako v smislu stanovanjskih stavb, ki ne obstajajo več, do tistih večjih trajnejših struktur, ki so ostale do danes, kot sta Spaso-Preobraženski samostan in samostan Marije iz Tolge iz leta 1314, ki je na levem bregu Volge. Leta 1463 je bila Jaroslavska kneževina dokončno vključena v Moskovsko veliko kneževino, pri čemer je območje, ki ga je nekoč pokrivalo, postalo oblast znotraj nove strukture moskovske države. Od te točke naprej je zgodovina mesta in njegovih dežel postala popolnoma neločljiva od zgodovine Moskve in sčasoma Rusije.

### 16. stoletje in čas težav
Celo v 16. stoletju je Jaroslavelj še naprej trpel zaradi obsežnih požarov in škode, ki so jo povzročili razvijajočemu se gospodarstvu in infrastrukturi mesta. Posledično je bila opuščena stara tradicija gradnje v lesu in začelo se je pojavljati novo kamnito mesto; na žalost je to pomenilo, da je zelo malo srednjeveškega Jaroslavlja ostalo nespremenjeno. Najvidnejši primer tega je Spaso-Preobraženski samostan, ki je bil uničen leta 1501 in ponovno zgrajen v slabih nekaj letih. Posledično je bila v letih 1506–1516 zgrajena samostanska cerkev, stavba, ki do danes ostaja najstarejša nespremenjena stavba v mestu. Do sredine 16. stoletja so bila v samostanu dokončana številna druga gradbena dela, poleg tega pa je Jaroslavelj prvič v svoji zgodovini dobil kamnito obzidje s številnimi velikimi stražnimi stolpi, ki so bili namenjen za opazovanje napadalcev na daljavo. V času vladavine Ivana Groznega, ko so se vse ruske kneževine odpovedale svojim tradicionalnim pravicam in se podredile ruskemu carstvu, sta dva velika samostana v Jaroslavlju imela veliko koristi od bogatih daril s carskega dvora, predvsem zato, ker je Ivan IV. v času svojega življenja je večkrat romanjal v Jaroslavelj.
Nova gradbena dela so postala dostopna tudi zaradi velikega vzpona gospodarskega bogastva Jaroslavlja, ki ga je mesto doživelo sredi 16. stoletja. Glavni razlog za to večinoma nepričakovano izboljšanje bogastva Jaroslavlja je v veliki meri izhajal iz položaja mesta ob Volgi, ki je omogočal, da se je trgovina iz in v Moskvo prenašala po reki, ki je povezovala novo rusko prestolnico s pristaniščem Arhangelsk. Posledično je Jaroslavelj postal pomembno mesto za izvajanje mednarodne trgovine in po mestu so zrasli številni ladijski privezi in skladišča za uporabo trgovcev, zlasti tistih iz Anglije in Nemčije.
Gospodarsko blaginjo Jaroslavlja v poznem 16. stoletju so končala nestabilna leta težav, ki so trajale od leta 1598 do 1613. Kot večino ruskih mest tistega časa je tudi Jaroslavelj opustošila lakota in postal potencialna tarča Poljsko - Litovske zveze, ki delujejo kot 'intervencionisti' v nemirni ruski državi. Pretendent na ruski prestol, ki sta ga podpirali Poljska in Litva, je zavzel Karačev, Brjansk in druga mesta, okrepil se je s Poljaki in spomladi 1608 je napredoval proti Moskvi ter porazil vojsko carja Vasilija Šujskega pri Bolhovu. Obljube o obsežni zaplembi posesti bojarjev so na njegovo stran pritegnile veliko navadnih ljudi. Vas Tušino, dvanajst vrst od prestolnice, je bila spremenjena v oboroženo taborišče, kjer je Dmitrij zbral svojo vojsko. Posledično si je ta pretendent pridobil priznanje oblasti v Jaroslavlju in s tem njihovo zvestobo. Kljub obljubi, da bo poljskim okupatorjem plačal višje davke in dajatve, so Jaroslavelj večkrat oplenile sile pretendenta Dmitrija. To je povzročilo številne ljudske vstaje. Tako je bila v začetku leta 1609 ustanovljena ruska kmečka vojska, da bi osvobodila čim več mest ob Volgi, med drugim tudi Vologdo in Jaroslavlj.
Maja 1609 je druga poljska vojska pod poveljstvom Aleksandra Józefa Lisovskega poskušala spraviti strateško pomembno mesto Jaroslavlj pod oblast zavojevalcev. Vendar se je večina meščanov umaknila v središče mesta in našla zatočišče za zaščitnim zemeljskim obzidjem ter tako Poljakom onemogočila vstop brez boja. Toda tudi ko je Lisovski uspešno (s prevaro) uspel priti za ta zid, je ugotovil, da so se prebivalci Jaroslavlja umaknili v svoj starodavni lesen kremelj in dva kamnita samostana. Obleganje Jaroslavlja, ki je sledilo, je trajalo do 22. maja, a kljub nenehnim poskusom zavzetja mesta so se morali Poljaki vrniti v Moskvo, ker niso izpolnili svoje dolžnosti, da bi Jaroslavelj postavili pod neposredni nadzor svojega poveljstva.
Kljub neuspehu pri Jaroslavlju so poljske sile obdržale nadzor nad Moskvo in kljub poskusu ruske kmečke vojske leta 1610, da bi izgnali Poljake iz Moskovskega kremlja, je bilo le malo doseženega in zdelo se je, da ni videti konca okupaciji mesta. Leto pozneje pa sta Kuzma Minin in knez Dmitrij Požarski v Nižnem Novgorodu ustanovila še eno kmečko vojsko, ki se je na poti v Moskvo več mesecev znašla v Jaroslavlju. V tem času od aprila do junija 1612 je Jaroslavelj postal de facto prestolnica Rusije, saj so se v tem kraju urejale najpomembnejše državne zadeve do končne osvoboditve Moskve. Po času v Jaroslavlju se je kmečka vojska pomaknila proti Moskvi in zahvaljujoč počitku in pomoči, ki so jo prostovoljno prejeli od prebivalcev Jaroslavlja, je vojski uspelo osvoboditi Moskvo in končno odpraviti poljsko-litovsko vojno.

### Trgovsko mesto in vladno središče
S splošno gospodarsko oživitvijo gospodarstva ruske države po koncu težav je Jaroslavelj še naprej ostal pomembna trgovska postaja in ohranil svoje mesto na poti številnih tradicionalnih trgovskih poti z zahoda na vzhod in obratno. Po Volgi je potekala trgovina z deželami Orienta. Severna trgovska pot skozi mesto je potekala do pristanišča Arkhangelsk na skrajnem severu Rusije, medtem ko so druge vzhodne trgovske poti potekale na vzhod čez Ural v Sibirijo. Mestu je v preteklosti zelo koristila njegova geografska lega in bogastvo, ki ga je mesto ustvarilo, je pomagalo zagotoviti njegovo uspešno prihodnost. Pravzaprav so v 17. stoletju v mestu ustanovili številne zgodnje industrijske koncerne, vključno s številnimi usnjarskimi delavnicami, v katere je sčasoma prišlo delati približno 700 ljudi. Druge panoge, katerih središče je Jaroslavelj z leti postal, so bile proizvodnja tekstila, kozmetike (dišave) in srebrnina.
Kot rezultat blaginje, ki jo je uživalo mesto, je Jaroslavelj v 17. stoletju doživel velik porast števila prebivalstva in do konca tega stoletja je imelo mesto okoli 15.000 ljudi. zaradi česar je bilo drugo največje mesto Ruskega carstva za Moskvo. To obdobje je bilo posebej pomembno tudi za urbanistični razvoj mesta, saj so v 17. stoletju v mestu zgradili množico kamnitih cerkva; danes te cerkve še vedno tvorijo večji del starega mestnega jedra. Dela na večini teh cerkva so se začela s sredstvi, ki so jih mestu podarili bogati lokalni trgovci, in tako so imeli veliko besedo pri tem, kakšno obliko bodo zgradbe sčasoma prevzele.
Leta 1658 je Jaroslavelj prestal katastrofalen požar, ki je uničil večino nekaj preostalih lesenih stavb v mestu, vključno s starodavnim Kremljem. Od te točke naprej se je mesto začelo razvijati na enak način, kot se je razvijalo vse do danes, kot mesto, zgrajeno skoraj izključno iz opeke in malte.
Na začetku 18. stoletja se je Jaroslavelj končno začel spreminjati iz trgovske postojanke v veliko industrijsko mesto; to se je v veliki meri zgodilo zato, ker se je z ustanovitvijo Sankt Peterburga s strani Petra Velikega leta 1703 pomen Arhangelska kot pristanišča na severnem oceanu drastično zmanjšal, količina trgovine, ki je bila usmerjena skozi mesto za izvoz, pa je ustrezno padla. Na srečo je bogastvo, ki si ga je Jaroslavelj nabral v dolgih letih kot pomembna trgovska postaja, omogočilo, da je vložil velike količine denarja v razvoj nove industrijske baze mesta in tako naredil mesto zelo privlačno za nove vlagatelje. Leta 1772 se je na desnem bregu Kotorosla odprla tekstilna tovarna Ivana Tamesa. Ta tovarna ni bila le prvo večje industrijsko podjetje v Jaroslavlju, ampak tudi eden največjih proizvajalcev tekstila v Rusiji. Ustanova obstaja še danes pod imenom 'Tekstilna tovarna 'Krasni Perekop' (rus. Красный Перекоп). Poleg vzpona tekstilne proizvodnje je tradicionalni položaj Jaroslavlja kot središča usnjarstva ostal nespremenjen.
V 1770-ih je mesto zaradi gospodarskega razvoja mesta in vedno večjega števila prebivalcev postalo glavno provincialno središče, tako da je leta 1777 med upravnimi reformami Ruskega imperija pod Katarino Veliko postal središče njegove lastne gubernije, leta 1778 pa je prejel lastno podelitev orožja. Leta 1796 je mesto končno postalo sedež ene od novih gubernij cesarstva. Kot upravno središče najvišjega reda je Jaroslavelj leta 1778 dobil svoj načrt za razvoj mest, ki ga je posebej izdelal Ivan Starov. To je povzročilo še en val gradbenih del v mestu, katerih rezultati so v mestu vidni še danes. S trgom Iljinskaja in cerkvijo preroka Elije v središču je novi načrt zahteval razvoj mreže dolgih bulvarjev in ulic, ki bi jih obrobljale velike stavbe v klasičnem slogu in številni mestni parki. Izrazit primer tega kasnejšega razvoja je nekdanja hiša dobrodelnosti (zgrajena leta 1786), ki je zdaj ena od stavb mestne državne univerze 'Demidov'.
Za Jaroslavelj je 19. pomenilo obdobje intenzivne gradnje, razvoja infrastrukture in industrializacije. Leta 1803 je bila odprta "Šola višjih znanosti", to je bila prva izobraževalna ustanova v mestu in je priznana kot predhodnica sedanje mestne državne univerze. Leta 1812 je bil dokončan prvi stalni most (zgrajen v bližini samostana Preobraženja) čez Kotorosl, do leta 1820 pa je bilo mestno nabrežje Volge stabilizirano in spremenjeno v veliko senčno promenado. Začela so se tudi druga večja klasicistična gradbena dela, med katerimi je Guvernerjeva hiša (1821–1823) (danes mestna galerija). Leta 1860 je bil Jaroslavelj prek Moskve prek telegrafa končno povezan z drugimi večjimi mesti Rusije, temu pa je kmalu, leta 1870, sledila gradnja prve jaroslavske železniške postaje in slovesna otvoritev železnice Jaroslavelj-Moskva. Leta 1873 je mesto dobilo občinski vodovod in leta 1900 elektrificiran tramvaj. Tik pred koncem 19. stoletja leta 1897 je imelo Jaroslavlj približno 71.600 prebivalcev.

### 20. stoletje do danes
Vse do začetka prve svetovne vojne je Jaroslavelj ostal veliko industrijsko mesto z dobro razvito komunalno infrastrukturo. Vendar so bili učinki oktobrske revolucije leta 1917 obsežni in po ruski državljanski vojni 1917–1920 je mestno gospodarstvo precej drastično prizadeto; to je povzročilo znatno krčenje mestnega prebivalstva. Posebno hude posledice je imel jaroslavski upor, ki je trajal od 6. do 21. julija 1918. V tem dogodku je skupina konservativnih aktivistov skušala z oboroženo intervencijo odstraniti novoustanovljeno boljševiško občinsko oblast. Uporniki so uspeli zavarovati številne velike dele mesta, vendar je to vodilo le do napada Rdeče armade, ki je mesto obkolila, odrezala od oskrbe ter dan in noč bombardirala s topništvom in letalstvom. Upor je bil sčasoma zadušen in končal se je z uradnimi številkami, ki kažejo na okoli 600 smrtnih žrtev med prebivalci mesta, poleg tega pa je bilo uničenih ali močno poškodovanih okoli 2000 mestnih stavb.
Gospodarstvo je sodelovalo v programu pospešene industrializacije zgodnje Sovjetske zveze. Mejniki tega obdobja vključujejo odprtje prve mestne elektrarne leta 1926, začetek množične proizvodnje sintetičnega kavčuka v tovarni SK-1, ponovno vzpostavitev domačih proizvodnih obratov za proizvodnjo avtomobilskih in letalskih pnevmatik ustanovljene v leta 1928. Tovarna pnevmatik in odprtje gumo-azbestnega kombinata leta 1933. Poleg vsega tega je Jaroslavska avtomobilska tovarna (ustanovljena 1916) še naprej proizvajala vozila, vključno s številnimi za mestno prometno upravo Moskve, še v tridesetih letih dvajsetega stoletja. .
V letih druge svetovne vojne se je Jaroslavlju uspelo izogniti možnosti nemške okupacije, saj Wehrmachtu ni uspelo prebiti sovjetskih obrambnih linij, ki so obkrožale Moskvo. Toda zaradi svoje lege kot velikega prometnega vozlišča in ker je bil leta 1913 zgrajen železniški most čez Volgo v Jaroslavlju edina točka za prečkanje reke, je mesto med leti 1942–1943 postalo glavna tarča zračnih napadov. V eni najhujših vseh teh racij 11. junija 1943 je bilo ubitih več kot 120 prebivalcev mesta, še okoli 150 pa jih je bilo hudo ranjenih. Poleg tega je bilo približno 200 stavb (vključno z eno od glavnih delavnic tovarne pnevmatik) popolnoma uničenih. Večina mestne industrije, vključno z tovarnami avtomobilov, pnevmatik in tekstila, je bila med vojno spremenjena v proizvodnjo orožja in opreme za sovjetsko Rdečo armado. Skupno je med drugo svetovno vojno na frontah umrlo okoli 200.000 ljudi z območja Jaroslavlja. Ta žrtev je danes obeležena s spomenikom in večnim ognjem, ki je bil odprt blizu izliva reke Kotorosl leta 1968.
Med blokado Leningrada je bilo veliko otrok, ki so jih pripeljali čez zamrznjeno Ladoško jezero (tako imenovana Cesta življenja), evakuiranih v varnejše novo življenje v Jaroslavlju. V mestu je bilo takrat tudi taborišče za vojne ujetnike 'Taborišče št. 276' za nemške vojake, zaprte zaradi sodelovanja v sovražnostih proti Sovjetski zvezi.
V drugi polovici stoletja sta industrializacija in razvoj mesta zavzela vodilno mesto v zgodovini Jaroslavlja. Leta 1961 je bila odprta rafinerija nafte in od 1960-ih je po vsem mestu začelo nastajati veliko število stanovanjskih četrti, tudi prvič v zgodovini mesta na levem bregu Volge, kjer je razvoj tradicionalno ni potekal. Ta razvoj na levem bregu je dodatno spodbudila izgradnja novega cestnega prehoda Volge leta 1965. Leta 1968 se je prebivalstvo mesta končno prvič povzpelo na več kot pol milijona prebivalcev; od takrat skoraj neprestano raste.
Julija 2005 je bilo zgodovinsko mestno jedro Jaroslavlja vpisano na Unescov seznam svetovne dediščine. Podpora za to je bila v skladu z drugim (edinstven primer združevanja kulturnih in arhitekturnih slogov med Zahodno Evropo in Ruskim cesarstvom) in četrtim kriterijem (edinstven primer urbanističnega razvoja, na katerega je vplivala reforma komunalnega načrtovanja v Rusiji cesarice Katarina Velika 1763–1830). Istega leta so se začele priprave na praznovanje tisočletnice ustanovitve Jaroslavlja; ta je bil končno praznovan drugi konec tedna v septembru 2010. V pogojih priprav na 1000-letnico mesta so občinske oblasti vložile veliko denarja v razvoj mestne cestne in železniške infrastrukture, velik del sredstev za kar jih je podelila zvezna vlada v Moskvi. Med temi pripravami je bila tudi otvoritev novega mostu (leta 2006) čez Volgo; ta je zdaj znan kot Jubilejni most. Avgusta 2008 je bil odprt novozgrajeni živalski vrt; ta je bil nato leta 2010 še razširjen.
Leta 2009 je Jaroslavelj postal stičišče globalnih političnih razprav v okviru mednarodne konference »Sodobna država in globalna varnost« - AKA Yaroslavl Global Policy Forum. Na konferenci so se zbrali najbolj avtoritativni predstavniki politologije, poslovne skupnosti ter predstavniki vlad različnih držav. Sodelovali so Dmitrij Medvedjev, predsednik Ruske federacije, José Luis Zapatero, predsednik vlade Španije in François Fillon, predsednik vlade Francije.
Leta 2010 so se ruski uradniki zbrali skupaj z mednarodnimi oblastmi v Jaroslavlju, da bi razpravljali o izzivih, s katerimi se sooča sodobna država, na forumu o globalni politiki za »Sodobna država: standardi demokracije in merila učinkovitosti«. Leta 2011 je Yaroslavelj združil udeležence z vsega sveta, da bi razpravljali o agendi za leto 2011: »Sodobna država v dobi družbene raznolikosti«.
7. septembra 2011 je večina članov mestne ekipe KHL (hokej na ledu), Lokomotiv Yaroslavl, umrla v letalski nesreči Lokomotiv Yaroslavl 2011 ob vzletu z letališča Tunoshna v Jaroslavlju.

## Prebivalstvo
Po vseruskem popisu prebivalstva leta 2020 je bilo mesto 1. oktobra 2021 po številu prebivalcev na 27. mestu od 1117 mest Ruske federacije.
Delež v populaciji regije je 47,88%. Gostota prebivalstva: 2805,05 ljudi. na km².

## Upravna delitev in status
Jaroslavelj služi kot upravno središče Oblasti in v okviru upravnih delitev služi tudi kot upravno središče okrožja Jaroslavski, čeprav ni njegov del. Kot upravna enota je vključeno kot mesto območnega pomena Jaroslavelj - upravna enota s statusom, ki je enak statusu okrožij. Kot občinska enota je mesto območnega pomena vključeno kot mestno okrožje Jaroslavelj.

### Delitev mesta
Jaroslavelj je razdeljen na šest mestnih okrožij. Središče je na severnem bregu reke Kotorosl, kjer se zliva z Volgo na zahodnem bregu le-te. Središče je gospodarsko in politično središče mesta. To je tudi najstarejše okrožje v mestu in kjer je bilo prvo naselje. V središču je večina znamenitosti v mestu, vključno z gledališčem Volkov, cerkvijo preroka Elije, nogometnim stadionom ter nabrežjem Volge in samostanom, ki ga pogosto zmotno imenujejo kremelj. Pjatjorka je severno od centra, vendar je še vedno pod njegovo upravno pristojnostjo. To je večinoma stanovanjska regija z zelo malo pomembnimi kraji, razen nekaj kulturnih hiš.
Čez Kotorosl ležita mestni okrožji Frunzenski in Krasnoperekopski, ki ju deli Moskovska avenija. Frunzenski je razmeroma novo okrožje, zgrajeno v povojnem obdobju. Večina stavb je tipične sive sovjetske gradnje. Mestno okrožje Frunzenski je razdeljeno na tri okrožja: Suzdalka, Djadkovo in Lipovaja Gora.
Mestno okrožje Krasnoperekopski je eno najstarejših delov v Jaroslavlju. Pred revolucijo leta 1917 je bil v njem glavnina industrije, velik del industrije pa je ostal še danes. Mestno okrožje Krasnoperekopski je razdeljeno na dve mikrookrožji, eno od njih je Neftestroj, razvijajoča se regija, imenovana po bližini rafinerije nafte v Jaroslavlju. Neftestroj je dom novozgrajene hokejske arene in do tisočletnice ustanovitve Jaroslavlja leta 2010 so tam nameravali zgraditi pokriti nogometni stadion. Na drugi strani železniških tirov, ki potekajo skozi mestno okrožje, leži Perekop. Danes je Perekop znan kot eno najnevarnejših območij Jaroslavlja. Sestavljeno je predvsem iz dotrajanih, predsovjetskih izbas in propadajočih tovarniških stavb. Obstajajo načrti za črpanje življenja v to depresivno okrožje, vendar v času pisanja ostaja izjemno revno in nevarno. Velik del jaroslavske mafije je zrasel iz Perekopa. Ima nekaj najbolj opaznih cerkva v Jaroslavlju, vključno s cerkvijo sv. Janeza Krstnika, ki je poleg tovarne barv na nabrežju Kotorosl; in katedrala Petra in Pavla, pravoslavna cerkev v protestantskem slogu.
Severno od središča je majhna industrijska regija, kjer so tovarna pnevmatik, tovarna motorjev in številne druge manjše tovarne. Severneje na zahodnem bregu leži mestno okrožje Džeržinski, poimenovano po "železnem" Feliksu Džeržinskem, ustanovitelju Čeke, sovjetske tajne policije. Osrednje mikrookrožje mestnega okrožja Džeržinski je Bragino, poimenovano po majhni vasi, ki jo je povojna širitev Jaroslavlja sčasoma uničila. Bragino je po številu prebivalcev največje območje v Jaroslavlju, vendar je tako kot mestno okrožje Frunzenski večinoma stanovanjsko območje, ki ga večinoma sestavljajo družine s srednjimi do nižjimi srednjimi dohodki.
Na drugem bregu Volge leži mestno okrožje Zavolžski. To mestno okrožje je bilo najtišje in najbolj podeželsko območje, zdaj pa je eno najbolj dinamičnih delov mesta z obsežnimi novogradnjami z velikimi hipermarketi, kot sta "Globus" in "Real". Stanovanjske bloke ločujejo brezovi in zimzeleni gozdovi.

## Znamenitosti
Jaroslavelj je eno od osmih mest ruskega zlatega obroča, skupine turističnih, zgodovinskih mest okoli Moskve. Leži na severovzhodni strani tega "obroča" in je največje mesto v njegovi verigi. Medtem ko je mesto najbolj znano po svojih arhitekturnih znamenitostih, ima tudi razmeroma velik repertoar kulturnih znamenitosti.

### Arhitektura
Kljub posledicam ruske državljanske vojne in številnim zračnim napadom med drugo svetovno vojno je mestu Jaroslavelj uspelo ohraniti veliko mestne vsebine iz 17., 18. in 19. stoletja. To je pomagalo, da je mesto prepoznano kot spomenik arhitekturnega razvoja in sloga ruskega carstva. V središču mesta, ki se razteza na okoli 600 hektarih površine, je okoli 140 posameznih zvezno zaščitenih arhitekturnih spomenikov. Od leta 2005 je ta ansambel skupaj s Spaso-Preobraženskim samostanom uvrščen na Unescov seznam svetovne dediščine. Kljub vsemu temu pa obstajajo številne arhitekturne vrednosti, ki so izven mestnega središča.

#### Staro mesto
Staro mestno jedro je dejansko trikotne oblike; ta trikotnik tvori naravna meja, ki jo na jugu in vzhodu zagotavljata reki Kotorosl in Volga, na kopnem pa geometrični vzorec načrta ulic, ki izvira iz 18. in 19. stoletja.
Zgrajeno v letih 1506–1516 na temeljih prvotnih stavb iz let 1216–1224. V 16. stoletju je bil okoli samostana zgrajen prvi kamniti zid. Iz tega samostana se je vojska prostovoljcev pod vodstvom Minina in kneza Požarskega odpravila na osvoboditev Moskve pred poljskimi napadalci. Leta 1787 je bil samostan zaprt in spremenjen v rezidenco jaroslavskih in rostovskih škofov. Takrat so začeli obnavljati samostanska poslopja. Zgrajene so bile nove celice in priorjeve kamre.
Najbolj znana stavba v mestu je cerkev Spaso-Preobraženski (Спасо-Преображенский собор - »Spremenjenje Odrešenika«) samostana Spaski (sv. Odrešenik) (rus. Спасо-Преображенский монастырь). Ta samostan je bil ustanovljen v 12. stoletju. Sama cerkev, zgrajena leta 1516, je najstarejša samostojna stavba v mestu. Spaso-Preobraženski samostan, značilen za srednjeveški ruski samostan, je bil zgrajen tako, da ne bo bogoslužni kraj, temveč tudi citadela in kremelj, če bi v času vojne obstajala potreba po takem objektu. To je vidno še danes, saj je samostan obdan z debelim, belo pobarvanim zidom iz 16. stoletja, skupaj s stražnimi stolpi in nasipi. Znotraj teh zidov stojijo cerkve, ki s svojimi asimetrično urejenimi stolpi in okrašeno notranjostjo predstavljajo zgled tradicionalne ruske sakralne arhitekture. Poleg tega je tu še cerkev vhodnega poslopja, s katero so bile povezane samostanske temnice in zakladnica. Samostan je že dolgo zapisan v zgodovini Jaroslavlja in še naprej, čeprav danes kot muzej, igra pomembno vlogo v življenju mesta. Neosvojljivosti samostana je v veliki meri zasluga, da je v času Težav ruska kmečka vojska uspela ubraniti mesto in nato osvoboditi Moskvo pred poljsko-litovskimi okupatorji. Konec 18. stoletja je bilo v knjižnici Spaso-Preobraženskega samostana najdeno najstarejše znano besedilo Zgodbe o Igorjevem pohodu, najbolj znanega dela ruskojezične literature iz srednjega veka. To delo je zdaj na ogled kot stalna razstava v samostanu, skupaj z drugimi deli tiste dobe in razstavo, ki prikazuje razmere, v katerih bi živel avtor tega obdobja.
Pogosto živahen trg, ki ga najdemo tik za severnimi vrati samostana (glavna vrata), se imenuje Bogolavjenski trg (Богоявленская площадь). To ime izhaja od bližnje Bogojavljenske cerkve (Богоявленская церковь), ki stoji na južnem koncu trga, blizu brega Kotorosla. Ta cerkev s petimi kupolami in tradicionalno rusko sakralno arhitekturo je klasičen primer srednjeveške ruske cerkve. Ima pa cerkev ločen stolp z uro, ki je bil zgrajen v skladu s sakralno-arhitekturnim slogom Moskovske kneževine v letih 1684–1693; vse to pomeni, da je cerkev eden najopaznejših primerov arhitekture 17. stoletja v mestu. Poleg tega so freske v notranjosti cerkve izvedli lokalni umetniki med gradnjo cerkve in so skoraj nespremenjene ostale do danes.
Dve ulici, ki vodita od Bogolavjenskega trga proti severozahodu, sta zelo dobra primera vrste urbanističnega načrtovanja, ki je bilo oblikovano za Jaroslavelj v 18. in 19. stoletju. Začrtani sta bili v letih 1820–1821 kot nova bulvarja, ki sta potekala okoli zgodovinskega mestnega jedra in sta bila zgrajeni na terenu, ki so ga prej zasedale številne zemeljske in lesene utrdbe iz 16. stoletja. Na tem območju je bil tudi manjši obrambni jarek; po zapolnitvi jarka in odstranitvi vseh drugih utrdb pa je obrambna raba Spaso-Preobraženskega samostana večinoma izginila. To na splošno ni veljalo za veliko izgubo, saj so potrebo po takšnih zemeljskih delih za ohranitev obrambne pripravljenosti že zdavnaj presegli drugi načini zavarovanja mesta. Oba občinska stražna stolpa, ki sta bila ohranjena (Vasiljev stolp in stolp Volžski), sta bila postavljena na zunanjem obrambnem obzidju mesta, kar jima je omogočalo jasen pogled na prihajajoče sovražne sile.
Znotraj starih obrambnih meja mesta je mogoče najti številne druge primere klasicizma, eden od pomembnih primerov bi bili mestni trgovski nizi 'Gostiny Dvor' (Гостиный двор) – ti so bili zgrajeni v letih 1813–1818, kmalu po čiščenju terena, na katerem zdaj stojijo. Slog stavbe, ki je opazen po številnih jonskih stebrih, je podoben slogu številnih ruskih trgovskih nizov in tržnic, zgrajenih v začetku do sredine 19. stoletja po vsej državi. Ta slog je tudi zelo komplementaren leta 1911 zgrajenemu neoklasicističnemu gledališču Volkov. Na koncu bulvarja Komsomolska, na katerem so trgovski nizi, se znajdemo na Volkovem trgu (площадь Волкова); kjer obvoznica rahlo zavije proti severu in se nadaljuje proti Rdečemu trgu (Красная площадь) in mestnemu nabrežju Volge. Rdeči trg v Jaroslavlju nima enake etimologije kot prav tako imenovani Rdeči trg v Moskvi (ime izvira iz stare ruščine za »lep trg«), temveč je bil v primeru Jaroslavlja njegov Rdeči trg prvič t.i. leta 1920 in je bil uradno imenovan v čast sovjetski Rdeči gardi. Na Rdečem trgu je več stavb zgodovinskega pomena, ena od njih je trinadstropna stavba na severni strani trga, v kateri je bila nekoč jaroslavska »hiša za srečanja aristokratov« (Дворянское собрание), zdaj pa je glavna stavba mesta Državna univerza Demidov. Poleg tega je trg tudi lokacija, kjer je glavna mestna gasilska služba; ta je v stavbi jugendstil, zgrajeni leta 1911, ki ima velik razgledni stolp, ki ga je še do sedemdesetih let aktivno uporabljalo mestno gasilsko društvo.
Vzhodno od bulvarja je v mejah nekdanjih obrambnih nasipov arhitekturno bogato 'jedro' starega mesta; območje, prepredeno s številnimi ozkimi, majhnimi ulicami, sredi katerih je eden najbolj prepoznavnih arhitekturnih spomenikov Jaroslavlja. To je cerkev preroka Elije (Церковь Илии Пророка), ki je tako kot cerkev Bogojavljenja zelo izrazit primer razvoja mesta v 17. stoletju. Preden so leta 1650 zgradili sedanjo cerkev, je na tem mestu stalo še nekaj drugih cerkva predhodnic. Od teh najstarejši sega v čas ustanovitve Jaroslavlja in vladavine Jaroslava Modrega. Cerkev s petimi čebulastimi kupolami je cerkev v obliki križa in kupole, katere arhitektura je značilna za moskovske zasnove, je še posebej znana po svojih notranjih freskah, ki so kljub zgodovini, ki je videla velike požare in nesreče, ohranjene v dobrem stanju. Freske na stenah in stropu je okoli leta 1680 naslikalo približno petnajst izkušenih umetnikov iz Jaroslavlja in Kostrome. Freske so okrašene s številnimi referencami na Staro zavezo. Trg, na katerem stoji cerkev z urnim stolpom in sosednjo kapelo, je bil v začetku 19. stoletja po mestnem urbanističnem načrtu osrednji trg Jaroslavlja in kraj, na katerem bi se odvijale tržnice in državni prazniki. Danes je to območje, ki je večinoma rezervirano za uradne dogodke, ostale stavbe, ki obdajajo trg, pa pripadajo občinski upravi.
Na splošno je za ulice mestnega jedra značilna opazna mešanica klasične in sakralne arhitekture. V središču mesta je več večjih javnih in komercialnih stavb arhitekturne vrednosti, med katerimi sta stavba »vladnih uradov« (Здание присутственных мест) iz leta 1785 in hiša Vakromejeva, v kateri je danes jaroslavsko semenišče za mlade duhovnike. Nabrežje Volge je dober primer urbanističnega načrtovanja v klasicističnem slogu; ta promenada, zgrajena v 1840-ih, je od takrat ostala priljubljeno mesto prebivalcev za sprehode in sprostitev.
Južni del mestnega središča, okoli območja, kjer se sekata Kotorosl in Volga, je območje, bogato z zelenimi parkovnimi površinami. Do 17. stoletja je bilo to območje zasedeno z lesenim jaroslavskim kremljem, zato se danes imenuje »leseno mesto« (Рубленый город). Kremelj je leta 1658 pogorel in ni bil nikoli obnovljen. V bližini Marijine cerkve (Успенский собор) iz leta 1642 je stala do rušenja leta 1937 stara cerkev, vendar je bila od leta 2004 v obnovi in jo je 12. septembra 2010 končno odprl moskovski patriarh Kiril.
V Jaroslavlju je Volkovo gledališče (zgrajeno 1750), najstarejše gledališče v Rusiji, in Demidovski steber.
Mesto ima veliko ruskih pravoslavnih cerkva, eno rusko staroversko cerkev, eno baptistično cerkev, eno luteransko cerkev, eno armensko apostolsko cerkev, eno mošejo in eno sinagogo.

## Pobratena mesta
Jaroslavelj je pobraten z:
- Burgas, Bolgarija
- Burlington, Vermont, ZDA
- Dubnica nad Váhom, Slovaška
- Exeter, Združeno kraljestvo
- Hanau, Nemčija
- Jyväskylä, Finska
- Kassel, Nemčija
- Nanking, Kitajska
- Palermo, Italija
- Poitiers, Francija